# Ctenogobius puncticeps
Ctenogobius puncticeps es una especie de peces de la familia de los Gobiidae en el orden de los Perciformes.

## Hábitat
Es un pez de Clima subtropical y demersal que vive hasta los 80 m de profundidad.

## Distribución geográfica
Se encuentra en la China.

## Observaciones
Es inofensivo para los humanos.